# Faculté d'économie et de gestion d'Aix-Marseille
 (décembre 2016).
Si vous disposez d'ouvrages ou d'articles de référence ou si vous connaissez des sites web de qualité traitant du thème abordé ici, merci de compléter l'article en donnant les références utiles à sa vérifiabilité et en les liant à la section « Notes et références ».
La faculté d'économie et de gestion d'Aix-Marseille est une unité de formation et de recherche de l'université d'Aix-Marseille. Elle est issue de la fusion de la faculté de sciences économiques et de gestion (Aix-Marseille II) et de la faculté d'économie appliquée Aix-Marseille III) en 2012. Elle est implantée sur quatre villes : Aix-en-Provence, Marseille, Arles et Gap.

## Histoire
Après mai 1968, la loi Faure redessine les universités en unités plus petites et pluridisciplinaires. L'UFR de Sciences économiques et de gestion est alors rattachée à l'Université Aix-Marseille II.
Cependant, en 1973, les enseignants plus conservateurs, sous la conduite du juriste Charles Debbasch, obtiennent auprès du Ministère de l'Éducation nationale la création d'une troisième université, l'Université d'Aix-Marseille III. Plusieurs économistes quittent la faculté originelle pour créer une Faculté d'économie appliquée au sein de la nouvelle université.
À partir de 2007, les trois universités d'Aix-Marseille entament un processus de rapprochement, qui aboutit à la réunification des trois universités qui entre en vigueur le 1er janvier 2012. L'UFR des Sciences économiques et de Gestion (Aix-Marseille II) et l'UFR d'Économie appliquée (Aix-Marseille III) fusionnent pour devenir la Faculté d'Économie et Gestion de l'Université d'Aix-Marseille,.
La nouvelle UFR dénombre six départements :
- École d'économie d'Aix-Marseille : Aix Marseille School of Economics[3]
- Finance comptabilité audit[4]
- Management de l’INnovation et du Digital (MIND)[5]
- Logistique, Organisation et Commerce International (LOCI)[6]
- Management Culture et Territoires[7]
- Le département licence[8]

## Formation
La faculté propose les formations suivantes :
- quatre licences accessibles après le baccalauréat :
  - licence économie et gestion (ex licence Économie et Management)
  - licence de gestion
  - licence administration économique et sociale
  - licence mathématiques et informatique appliquées aux sciences humaines et sociales (MIASHS) (ex licence MASS) parcours mathématique et économie
- une double licence bi-disciplinaire économie-gestion et droit. Cette double licence propose un programme d’enseignement aménagé permettant aux étudiants de valider à l’issue des six semestres d’études une licence de droit et une licence d’économie-gestion. Elle vise à l’acquisition par les étudiants d’une véritable expertise dans les domaines de l’économie, de la gestion et du droit autorisant les diplômés à poursuivre des études dans les masters d’économie, gestion et droit[9]
- des parcours de licences accessibles en deuxième ou troisième année :
  - licence AES parcours entreprise et administration des PME-PMO (EAPP) (dès la 2e année)
  - licence AES parcours sciences sociales et politiques (SSP) (dès la 2e année)
  - licence AES parcours gestion des territoires de montagne (GDTM) (dès la 3e année)
  - licence économie et gestion parcours économie-finance (EF) (dès la 3e année)
  - licence économie et gestion parcours économie et management des firmes et des organisations (EMFO) (dès la 3e année)
  - licence économie et gestion parcours International program in business and economics (IPBE) - Parcours tout en anglais (dès la 3e année)
  - licence économie et gestion parcours management des affaires et du commerce international (MACI) (dès la 3e année)
  - licence de gestion parcours administration des institutions culturelles (AIC) (dès la 3e année)
  - licence de gestion parcours gestion des entreprises (GE) (dès la 3e année)
  - licence de gestion parcours management comptable et finance (MCF) (dès la 3e année)
  - licence de gestion parcours méthodes informatiques appliquées à la gestion des entreprises (MIAGE) (dès la 3e année)
  - licence informatique parcours méthodes informatiques appliquées à la gestion des entreprises (MIAGE) (dès la 3e année)
- quatre licences professionnelles : assurance, banque, finance : chargé de clientèle / métiers du commerce international / métiers de la gestion et de la comptabilité / responsable de structures enfance, petite enfance
- quatorze masters :
  - comptabilité-contrôle-audit
  - contrôle de gestion et audit organisationnel
  - DPEC - administration des institutions culturelles
  - économie
  - économie de l'entreprise et des marchés
  - économie du droit
  - finance
  - gestion de production, logistique, achats
  - gestion des ressources humaines
  - gestion des territoires et développement local
  - management de l'innovation
  - management et commerce international
  - méthodes informatiques appliquées à la gestion des entreprises (MIAGE)
  - mode
- un magistère ingénieur économiste, programme se déroulant sur trois ans et sanctionné par un triple diplôme : licence, master et diplôme de magistère[10]
- cinq double diplômes en master économie AMSE FEG-AMU et l'Université de Constance[11], l'université de Tübingen, la "Católica Lisbon School of Business & Economics" de l'université catholique du Portugal et l'université Ca’Foscari de Venise[12].
- trois doubles-diplômes en master finance avec un an en cursus international :
  - programme de double diplôme HEC Liège FEG-AMU : première année à l'école de management HEC – Université de Liège // deuxième année à l'université Aix-Marseille - École d'économie et de management[13]
  - programme de double diplôme école de management UCL FEG-AMU : première année à l'Université Catholique de Louvain – Louvain School of Management // deuxième année à l'université Aix-Marseille - École d'économie et de management[14]
  - programme de double diplôme Université de Venise FEG-AMU : première année à l'université Ca’Foscari de Venise – département d'économie // deuxième année à l'université Aix-Marseille - École d'économie et de management[15]
- des diplômes universitaires et diplômes d'études supérieures d'université
  - Advanced Cost management (ACM)
  - Advanced Studies in Economics
  - comptabilité et gestion DESU
  - comptabilité et gestion DU
  - devenir entrepreneur
  - Ingénierie et management financier
  - gestion d'actifs et de fortune
  - gestion de la paie
  - perfectionnement en comptabilité et audit
  - responsable des services soignants en milieu hospitalier privé

- Le doctorat en sciences économiques ou en sciences de gestion est rattaché à l'école doctorale 372 de « Sciences Économiques et de Gestion d’Aix-Marseille ».

- 2 classes « prépa à la fac » : La classe préparatoire ENS D2 économie & gestion et la classe préparatoire ATS du Lycée Jean Perrin, à Marseille se font en collaboration (sur convention) avec la faculté d’économie et de gestion. Pour la CPGE ENS D2 : au sein des deux premières années de la licence économie et gestion (EG) ; pour l’ATS, au sein de la L3 gestion parcours gestion des entreprises. De nombreuses conventions et passerelles avec les classes préparatoires aux grandes écoles (CPGE) permettent aux étudiants de poursuivre leurs études au sein de la faculté.
- Un tout nouveau diplôme : CPES - Sciences Sociales dans les sociétés et leur Histoire, en collaboration étroite entre le Lycée Thiers et de l’Université d’Aix-Marseille. Un parcours exigeant ![16]

## Recherche
La faculté regroupe cinq centres de recherches rattachés à l’école doctorale de sciences économiques et de gestion d’Aix Marseille.
- Le CERGAM : Centre d'études et de recherche en gestion d'Aix-Marseille né du rapprochement des trois laboratoires de management de l'Université Aix-Marseille III : le centre d'analyse économique de la Faculté d’économie appliquée, le CEROG de l'institut d'administration des entreprises d'Aix-en-Provence et le CESMAP de l'institut de management public et de gouvernance territoriale. Le CERGAM est par conséquent aujourd'hui rattaché aux trois UFR de management de l'université d'Aix-Marseille : l'institut d'administration des entreprises d'Aix-en-Provence, l'institut de management public et de gouvernance territoriale et la faculté d'économie et de gestion. Il est avec celui l'université Paris-Dauphine, l’un des principaux centre de production de thèses en gestion en France. Le CERGAM dispose de conventions d'études doctorale avec quatre des plus prestigieuses écoles de management française : l'ESSEC, l'INSEAD Fontainebleau, SKEMA Business School et une convention pour le développement de la formation à la recherche avec Euromed Management.
- L'AMSE : Aix-Marseille sciences économiques, qui détient le laboratoire d'excellence (LABEX) Aix-Marseille School of Economics (AMSE)[17] (unité mixte de recherche en sciences économiques placée sous la quadruple tutelle de l'Université d'Aix-Marseille, du CNRS, l’EHESS et de l’École centrale de Marseille).
- Le LEST : Laboratoire d’économie et de sociologie du travail, unité mixte de recherche du CNRS et de l'Université d'Aix-Marseille.
- Le CRET-LOG[18] : Centre de recherche sur le transport et la logistique. Ces thèmes de recherches sont la logistique, le management des canaux de distribution et les stratégies inter-organisationnelles.
- Le SESSTIM : Centre des sciences économiques et sociales de la santé et traitement de l’information médicale regroupe trois équipes en sciences économiques et sociales et en épidémiologie psycho-sociale centrées sur des applications aux cancers, aux maladies transmissibles, et au vieillissement.

Trois Labex réunissent la majorité des unités de recherches rattachées à la faculté d’économie et de gestion : AMSE (mondialisation et de l’action publique), LABEXMED (sciences sociales et interdisciplinarité), et OT-MED (institut de la Terre consacré à l’environnement et au développement durable).
- La faculté d’économie et de gestion participe à la chaire euro-méditerranéenne de l’économie sociale et solidaire grâce à l’implication de ses enseignants chercheurs et étudiants  du master « RH économie sociale et solidaire : organisation et projet », adossé à un laboratoire de recherche, le laboratoire d’économie et de  sociologie du travail (LEST-UMR 7317)).

Cette chaire a pour objectif d’appuyer le développement et la  reconnaissance de l’ESS  dans  l’espace  euro-méditerranéen tant du point de vue de la recherche que du renforcement des compétences professionnelles. Elle vise à suivre, analyser  et  mettre  en  perspective  les  transformations  dans le champ de l’ESS à l’échelle régionale, nationale et euro-méditerranéenne.
- Des enseignants-chercheurs de la FEG animent la chaire Légitimité Entrepreneuriale (CLE), qui pensent que la survie des entreprises vient de la légitimité, qu'elle constitue un déterminant fondamental de la réussite entrepreneuriale, pourtant si souvent oublié.

## Label et certifications
- Une école universitaire de recherche (EUR) : l'école d'économie d'Aix-Marseille
- Formation MIAGE, certifiée ISO 9001
- Formation master EEM - MRQIP - Management des risques, de la qualité et de la performance de l'entreprise (MRQP), certifié norme NF214
- Formation master GRH parcours gestion des compétences et des talents label « Référence-RH »
- Formations : Master 2 gestion de patrimoine, master 2 management des risques financiers, DESU gestion d'actifs et de fortune sont certifiées AMF et partenariat SFAF double diplôme international CIWM ou CIIA
- Formation master économie du droit parcours Business Law and Economics (BLE), certifiée Erasmus Mundus

- Master finance management des risques financiers (meilleur master dans le classement Eduniversal SMBG)
- Master 2 gestion des ressources humaines RSE (meilleur master dans le classement Eduniversal SMBG en 2016, 2017-2018, 2019)
- Master mode est classé dans les meilleurs master dans le classement Eduniversal SMBG2019
- Master DISA classé parmi les meilleurs masters achats dans le classement Eduniversal SMBG 2019

## 2 juniors-entreprises
- La junior-entreprise Miage concept[19]
- La junior-entreprise Data Analyst[20]